# 150 femmes en 150 mots
 (décembre 2024).
Le projet « 150 femmes en 150 mots » a été entrepris par la Royal Society Te Apārangi et publié lors des célébrations de son 150e anniversaire en 2017. L'objectif du projet est de « célébrer les contributions des femmes à l'expansion des connaissances en Nouvelle-Zélande ». On y retrouve de courtes biographies en ligne de 150 femmes, des premiers colons polynésiens aux scientifiques d'aujourd'hui.
Les biographies sont classées sur le site Web de la Royal Society Te Apārangi en quatre catégories : avant 1866, 1867-1917, 1918-1967 et 1968 à nos jours.